# Paraliparis tasmaniensis
Paraliparis tasmaniensis és una espècie de peix pertanyent a la família dels lipàrids. És de color negre. La femella fa 20,1 cm de llargària màxima. Tenen seixanta-set vèrtebres. És un peix marí i batidemersal que viu entre 1.000 i 1.100 m de fondària al talús continental. És bentònic. Es troba a l'Índic oriental: el nord-oest de Tasmània (Austràlia). És inofensiu per als humans.